# والدرون (ميزوري)

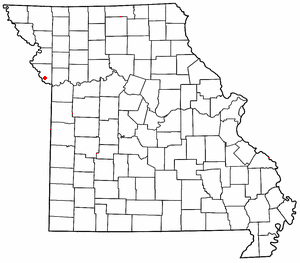
والدرون، ميزوري

والدرون (بالإنجليزية: Waldron)‏ هي إحدى المجتمعات الفردية (غير مصنفة) في ولاية ميزوري في الولايات المتحدة الأمريكية.